# Бенони, Джузеппе
Джузеппе Бенони (итал. Giuseppe Benoni; 1618, Тренто (Трентино-Альто-Адидже) — 1684, Венеция) — итальянский инженер-гидравлик, строитель и архитектор. Работал в Венеции.

## Биография
Джузеппе Бенони был родом из Тренто на севере Италии, региона, известного в истории умелыми каменщиками и строителями. Первые сведения о нём относятся к 1657 году, когда он прибыл в Венецию примерно в возрасте сорока лет и получил должность в магистрате водного хозяйства (Magistrato alle acque). Бенони проводил измерения уровня воды в Венецианской лагуне и разработал рекомендации по ослаблению ущерба от наводнений.
В 1675 году Бенони представил вместе с Бальдассаре Лонгеной, Андреа Коминелли и «Джузеппе Сарди венецианским» проект строительства Пунта-делла-Догана (здания Таможни) на восточной оконечности острова Джудекка в сестиере (районе) Дорсодуро при входе в Гранд-канал из Венецианской лагуны. Здание по проекту Бенони увенчано квадратной башней с фигурами атлантов, поддерживающих «Золотой шар» (La Palla d’Oro), на котором балансирует фигура Фортуны (покровителей моряков), выполняющая функцию флюгера. Работа скульптора Бернардо Фалькони.
Бенони скончался в Венеции в декабре 1684 года. Из его завещания известно, что у него было два сына, Андреа и Антонио, и несколько дочерей.